# Лобае
Лобае (фр. Lobaye; санго Sêse tî kömändâ-kötä tî Lobâye) — префектура на юго-западе Центральноафриканской Республики.
- Административный центр — город Мбаики.
- Площадь — 19 235 км², население — 214 137 человек (2003 год).

## География
Граничит на юго-западе с экономической префектурой Санга-Мбаере, на западе с префектурой Мамбере-Кадеи, на северо-востоке с префектурой Омбелла-Мпоко, на востоке с Демократической Республикой Конго, на юге с Республикой Конго.

## Субпрефектуры
- Бода
- Мбаики
- Монгумба